# Niobrara (rzeka)
Niobrara (ang. Niobrara River) – rzeka w Stanach Zjednoczonych, w stanach Wyoming i Nebraska, prawostronny dopływ Missouri. Długość rzeki wynosi około 690 km, a powierzchnia dorzecza – 33 700 km².
Źródło rzeki znajduje się we wschodniej części stanu Wyoming, na północ od miasta Manville, na wysokości około 1650 m n.p.m. Rzeka płynie w kierunku wschodnim, przez Wielkie Równiny, północną częścią stanu Nebraska. Do rzeki Missouri uchodzi w pobliżu wsi Niobrara, na granicy Nebraski i Dakoty Południowej, na wysokości 370 m n.p.m.
Większe miasta położone nad rzeką to Lusk i Valentine.
Nad rzeką znajduje się pomnik narodowy Agate Fossil Beds.